# Kipili (Nkasi)
Kipili è una circoscrizione rurale (rural ward) della Tanzania situata nel distretto di Nkasi, regione di Rukwa. Conta una popolazione di 16 525 abitanti (censimento 2012).